# Sylvan Hills High School
Sylvan Hills High School (SHHS) est une école secondaire située à Sherwood, Arkansas, aux États-Unis. En 2019, les équipes sportives de Sylvan Hills High ont remporté 22 championnats États regroupant neuf équipes sportives, principalement du baseball et de l'athlétisme féminin.
Depuis 2011, la directrice de l'école est Tracy Allen.

## Histoire
La Sylvan Hills High School est construite en 1967 au coût de 1,50 million de dollars américains ($US).

## Anciens élèves célèbres
- Wes Bentley (1996), acteur.
- Archie Goodwin (2012), joueur de basket-ball américain.
- Jeff Henderson (2007), athlète américain, spécialiste du saut en longueur.
- Kevin McReynolds (1978), joueur de baseball américain.
- Monica Staggs (1988), cascadeuse et actrice.
- Terry Tiffee (1997), joueur de baseball américain.